# Leon Max Lederman
Leon Max Lederman (n. 15 iulie 1922, New York City, New York, SUA – d. 3 octombrie 2018, Rexburg⁠(d), Idaho, SUA) a fost un fizician evreu-american, laureat al Premiului Nobel pentru Fizică, în 1988, împreună cu Melvin Schwartz și Jack Steinberger, „pentru metoda fasciculului de neutrini și demonstrarea structurii de dublet a leptonilor prin descoperirea neutrinului miuonic”.
În perioada 1978–1989, Leon Max Lederman a fost director al Fermilab. A devenit cunoscut ca autor de literatură de popularizare științifică prin cartea The God Particle (Particula Dumnezeu), publicată în 1993, în care sublinia importanța bosonului Higgs, a cărui existență urma să fie stabilită experimental în anul 2013.
În ultimii ani de viață Leon Lederman a suferit de demență. Medalia Nobel a fost vândută la licitație în 2015, pentru a face față cheltuielilor.